# Technische Realisierung einer Fortbewegung über Land
Bei der technischen Entwicklung von Fahrzeugen für eine Fortbewegung über Land ist es von wesentlicher Bedeutung, wie das Fahrzeug mit möglichst geringer Energie über den Boden bewegt werden kann. Dabei erwies sich die Verwendung von Rädern in den meisten Fällen als Ideallösung. Allerdings haben Räder im Vergleich zu anderen Fortbewegungsmitteln (wie Gehen, Laufen oder Hüpfen) in der natürlichen Umgebung mehrere Nachteile. Dieser umweltspezifische Nachteil hat auch dazu geführt, dass Menschen in bestimmten Regionen mindestens einmal in der Geschichte auf das Rad verzichtet haben.

## Räder
Räder drehen sich um eine Achse oder Welle relativ zum Fahrzeug. 

### Entwicklungsbedingte Einschränkungen
Unter Verwendung menschlicher Herstellungsverfahren haben sich Räder unterschiedlicher Komplexität als recht einfach zu konstruieren und die Probleme der Kraftübertragung und Reibung haben als beherrschbar erwiesen.
Sowohl im passiven als auch im angetriebenen Fall muss sich das Rad (und möglicherweise die Achse) relativ zum Rest des Fahrzeugs frei drehen können. Daher kann ein Rad nicht dauerhaft an der Achse oder Welle befestigt werden, um die es sich dreht (oder, wenn Achse und Rad fest miteinander verbunden sind, kann die Achse nicht am Rest des Fahrzeugs befestigt werden). Diese Anforderung bringt mehrere funktionelle Probleme mit sich, die jedoch teilweise überwindbar sind.
Räder lassen sich in zwei Typen einteilen: Passiv und angetrieben. Ein passives Rad rollt einfach frei über eine Oberfläche, reduziert damit die Reibung im Vergleich zum Schieben oder Ziehen. Bei einem angetriebenen Rad überträgt Energie auf die Oberfläche, um eine Bewegung zu erzeugen.

#### Kraftübertragung auf angetriebene Räder
Im Falle eines angetriebenen Rades muss ein Drehmoment aufgebracht werden, um die Antriebskraft zu erzeugen. Bei menschengemachten Rädern wird dieses Drehmoment in der Regel durch einen Motor erzeugt, von dem es viele verschiedene Arten gibt, z. B. elektrische, durch Verbrennung getriebene, turbinengetriebene, pneumatische und hydraulische Motoren (das Drehmoment kann auch durch menschliche Kraft erzeugt werden, z. B. bei einem Fahrrad). 

#### Reibung
Die Verringerung der Reibung ist entscheidend für eine Minimierung des Verschleißes mechanischer Komponenten und um eine Überhitzung zu vermeiden. Mit zunehmender Relativgeschwindigkeit der Bauteile und mit zunehmender Kontaktkraft zwischen den Bauteilen nimmt die Bedeutung der Reibungsminderung zu. Um die Reibung an der Schnittstelle zwischen zwei Bauteilen zu verringern, können verschiedene Arten von Lagern und/oder Schmiermitteln verwendet werden.

### Nachteile von Rädern
Räder bringen in bestimmten Umgebungen und Situationen, z. B. auf einem matschigen Untergrund, mechanische und andere Nachteile mit sich im Vergleich zur Fortbewegung mit Gliedmaßen. wie sie im Tierreich häufig vorkommt. Angesichts der mechanischen Nachteile und des eingeschränkten Nutzens von Rädern im Vergleich zu Gliedmaßen lässt sich die Frage stellen: „Warum machen die menschlichen Fahrzeuge nicht mehr Gebrauch von Gliedmaßen?“  Die Verwendung von Rädern anstelle von Beinen bei den meisten technischen Fahrzeugen ist wahrscheinlich eher auf die Komplexität des Designs zurückzuführen, die für die Konstruktion und Kontrolle von Beinen erforderlich ist, z. B. Bei der Fortbewegung von Robotern, als auf einen durchgängigen funktionalen Vorteil von Rädern gegenüber Beinen.

### Wirkungsgrad

#### Rollwiderstand

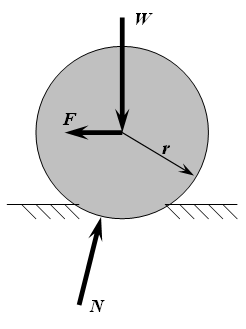
Diagramm der Kräfte, die auf ein Rad wirken: Ein hartes Rad rollt auf einer weichen Oberfläche und verformt diese, was zu einer Reaktionskraft N führt, deren Komponente der Bewegung entgegengesetzt ist. (W ist das Gewicht des Rades plus des getragenen Teils des Fahrzeugs; F ist eine Antriebskraft; r ist der Radius des Rades).

Steife Räder sind zwar energieeffizienter als andere Fortbewegungsmittel, wenn sie über hartes, ebenes Gelände (z. B. befestigte Straßen) fahren, aber auf weichem Gelände wie dem Boden sind Räder nicht besonders effizient, da sie dem Rollwiderstand ausgesetzt sind. Beim Rollwiderstand verliert ein Fahrzeug Energie durch die Verformung seiner Räder und der Oberfläche, auf der es rollt. Kleinere Räder sind für diesen Effekt besonders anfällig. Weichere Oberflächen verformen sich stärker und erholen sich weniger als feste Oberflächen, was zu einem größeren Widerstand führt. Der Rollwiderstand auf mittelhartem bis hartem Boden kann fünf- bis achtmal höher sein als auf Beton, auf Sand sogar zehn- bis fünfzehnmal höher. Während Räder die Oberfläche auf ihrem gesamten Weg verformen (was zu Spurrinnen führen kann), bewirken Beine nur eine kleine, örtlich begrenzte Verformung im Bereich des Bodenkontakts.
Der Rollwiderstand führte aus diesem Grund dazu, dass zumindest einmal in der Geschichte in einer großen Region auf Räder verzichtet wurde. Zur Römischen Kaiserzeit waren Streitwagen auf Rädern im Nahen Osten und in Nordafrika weit verbreitet. Doch als das Reich zusammenbrach und seine Straßen verfallen waren, wurden Räder von der Bevölkerung nicht mehr geschätzt, und sie nutzten Kamele für den Transport von Waren im sandigen Wüstenklima. In seinem Buch Hens Teeth and Horses Toes (Hühnerzähne und Pferdezehen) erklärt Stephen Jay Gould dieses geschichtliche Kuriosum, indem er behauptet, dass Kamele in Ermangelung unterhaltener Straßen weniger Arbeitskräfte und Wasser benötigten als ein von Ochsen gezogener Radkarren.

### Traktion

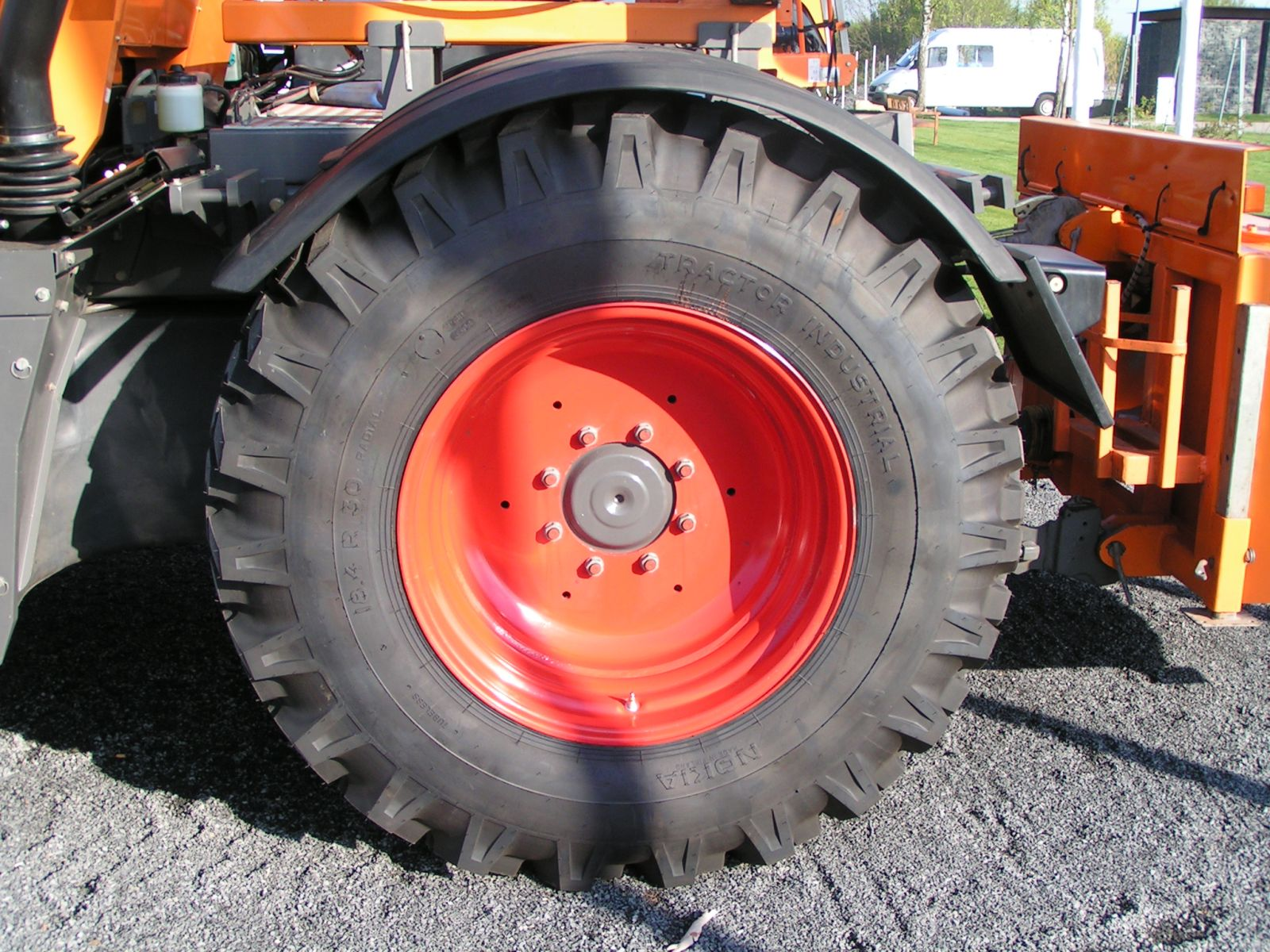
Traktorreifen

Auf losem oder rutschigem Untergrund neigen Räder zum Rutschen, d. h. sie sind nur eingeschränkt in der Lage, Traktion zu erzeugen. Rutschen verschwendet Energie und kann zum Verlust der Kontrolle oder zum Festfahren führen, wie bei einem Auto auf Schlamm oder Schnee. Dieser Effekt kann durch Reifen mit einem gröberen Profil verringert werden, z. durch Winterreifen bzw. durch die an Traktoren in der Landwirtschaft verwendeten Reifen. Diese Einschränkung der Räder zeigt sich auch im Bereich der menschlichen Technik: In einem Beispiel für biologisch inspirierte Technik testete das Forstmaschinenunternehmen Timberjack von 1999 bis 2011 Holzvollernter mit sechs Beinen. Diese „gehenden Maschinen“ ermöglichten den Zugang zu Gelände, das für Fahrzeuge mit Rädern zu schwierig war.
Ein schienengebundenes Verkehrssystem, wie z. B. die Eisenbahn bietet den Vorteil, dass der Rollwiderstand zwischen Schiene und (Stahl-)rad sehr gering ist. Die geringe Reibung ist andererseits von Nachteil beim Bremsen. Bei den meisten Schienenfahrzeugen ist daher ein Mechanismus eingebaut, mit dem vor den Räder Sand auf die Schiene gestreut werden kann. 

### Hindernis-Navigation
Die Arbeiten des Fahrzeugingenieurs Mieczysław G. Bekker (1905–1989) deuten darauf hin, dass die Verteilung von Unregelmäßigkeiten in natürlichem Gelände logarithmisch-normal ist, d. h. kleine Hindernisse sind viel häufiger als größere. Daher ist die Hindernisnavigation eine Herausforderung für die Fortbewegung in natürlichem Terrain in allen Größenordnungen. Die primären Möglichkeiten der Hindernisnavigation sind das Umgehen von Hindernissen und das Überqueren von Hindernissen; beide haben ihre eigenen Herausforderungen.

#### Unterwegs
Der Anatom Michael LaBarbera von der University of Chicago veranschaulicht die schlechte Manövrierfähigkeit von Rädern, indem er die Wenderadien von gehenden und rollstuhlfahrenden Menschen vergleicht.

#### Überfahren

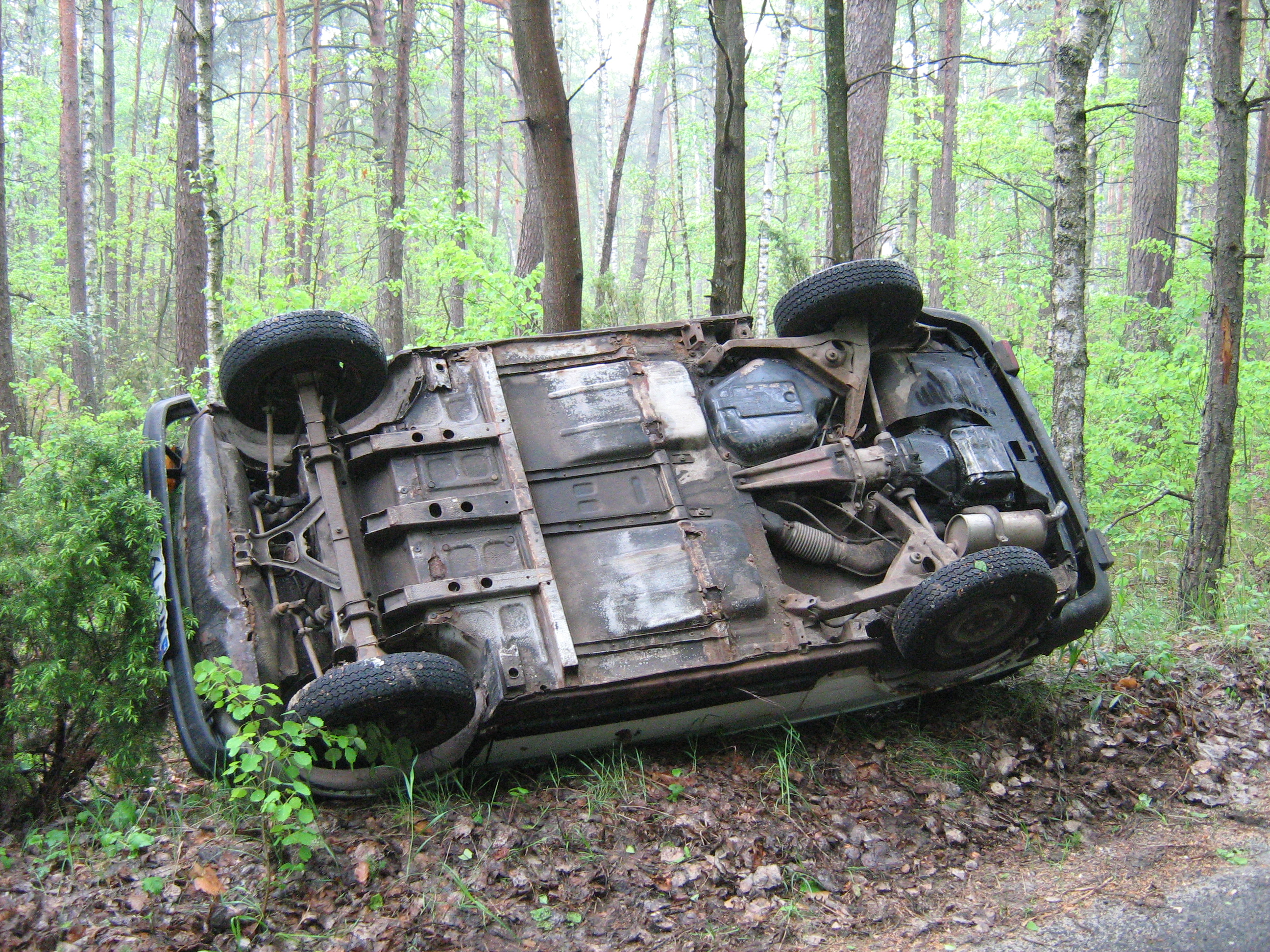
Ein umgestürztes Auto. Ohne Beine kann sich ein Fahrzeug in dieser Position nicht selbst aufrichten.

Räder sind schlecht in der Lage, vertikale Hindernisse, die höher als etwa 40 % der Radhöhe sind, nicht überwinden. Aus diesem Grund müssen Räder, die für unwegsames Gelände bestimmt sind, einen größeren Durchmesser haben.
Außerdem kann ein Radfahrzeug ohne Gelenk auf einem Hindernis stecken bleiben, wobei das Hindernis zwischen den Rädern liegt, so dass diese den Boden nicht berühren können.
Bei Rädern, die ohne Gelenk am Fahrzeug angebracht sind, führt das Überwinden von Hindernissen zu einer Neigung des Fahrzeugaufbaus. Wenn sich der Schwerpunkt des Fahrzeugs außerhalb des Radstands oder der Spurweite bewegt, wird das Fahrzeug statisch instabil und neigt zum Umkippen. Bei Geschwindigkeit kann ein Fahrzeug dynamisch instabil werden, d. h. es kann durch ein Hindernis, das kleiner ist als die statische Stabilitätsgrenze oder durch übermäßige Beschleunigung oder enge Kurvenfahrten umkippen. Eine gefederte Radaufhängung mildert oft die Kippneigung von Radfahrzeugen, aber im Gegensatz zu voll beweglichen Gliedmaßen bieten sie keine Möglichkeit, sich aus einer umgekippten Position wieder aufzurichten.

## Ohne Räder
Besonders in einem unwegsamen oder matschigen Gelände können angetriebene Räder bisweilen nicht mehr den erwünschten Vortrieb erzeugen. 

### Gleiskettenfahrzeuge
Gleiskettenfahrzeuge sind aufgrund ihrer größeren Kontaktfläche mit dem Boden weniger rutschanfällig als Radfahrzeuge, haben aber tendenziell größere Wenderadien als Radfahrzeuge und sind weniger effizient und mechanisch komplexer.

### Maschinen mit Beinen
In der ökologisch orientierten Forstwirtschaft stößt der Einsatz von Holzvollerntern auf Kritik, da diese schweren Maschinen den Waldboden stark verdichten. In sensiblen Fällen, z. B. In Wasserschutzgebieten, werden daher auch heutzutage noch bisweilen sog. Rückepferde eingesetzt. Davon inspiriert testete das Forstmaschinenunternehmen Timberjack von 1999 bis 2011 Holzvollernter mit sechs Beinen - ein Beispiel für biologisch inspirierte Technik. Diese „gehenden Maschinen“ ermöglichten den Zugang zu Gelände, das für Fahrzeuge mit Rädern zu schwierig war.